# Raimund Oehler
Raimund Oehler (* 23. Mai 1852 in Halle (Saale); † 11. August 1935 in Michelsberg bei Bamberg) war ein deutscher Althistoriker und Lehrer.
Raimund Oehler war der Sohn des Klassischen Philologen Franz Oehler (1817–1866), der seit 1845 an der lateinischen Hauptschule in Halle unterrichtete. Nach dem Tod seines Vaters wuchs Raimund Oehler bei seiner Mutter Alexandrine geb. Sußmann auf. Er besuchte bis zur Reifeprüfung am 3. August 1871 die lateinische Hauptschule und studierte anschließend Klassische Philologie und Germanistik in Halle und Göttingen. Er gehörte dem germanistischen Seminar unter Julius Zacher und dem philologischen Seminar unter Heinrich Keil an. Keil betreute auch Oehlers Dissertation, eine Sammlung der Fragmente des spätantiken Dichters Tiberianus. Bei dieser Arbeit erhielt Oehler Rat und Unterstützung vom Frankfurter Philologen Alexander Riese, der dem Studenten seine umfangreiche Privatbibliothek zur Verfügung stellte. am 21. Oktober 1879 wurde Oehler zum Dr. phil. promoviert, am 10. Januar 1881 legte er die Lehramtsprüfung in den Fächern Griechisch, Latein und Deutsch ab.
Ab Ostern 1881 arbeitete Oehler als Vertretungslehrer an der Realschule und am Progymnasium zu Homburg, wo er nach drei Jahren zum ordentlichen Lehrer befördert wurde. Zum 1. April 1885 wechselte er an die Königliche Kadettenanstalt in Lichterfelde bei Berlin, wo er später zum Gymnasialprofessor ernannt wurde. Seinen Lebensabend verbrachte Oehler im Seniorenheim Michelsberg bei Bamberg.
In seiner Berliner Zeit setzte Oehler seine wissenschaftlichen Studien neben dem Unterricht fort. Seine Forschungsschwerpunkte waren die antike Militärgeschichte und Topographie, vor allem der Punischen Kriege. Oehler verfasste mehrere Einzelstudien, Rezensionen und Artikel für Paulys Realenzyklopädie der klassischen Altertumswissenschaft (RE) sowie Hilfsbücher für den Unterricht. Seit 1899 war er korrespondierendes Mitglied des Deutschen Archäologischen Instituts.

## Schriften (Auswahl)
- De Tiberiani quae feruntur fragmentis. Halle 1879 (Dissertation)
- Animadversiones criticae et exegeticae in Hermocratis orationem (Thuc. VI 33, 34). Homburg 1885 (Schulprogramm)
- Bilderatlas zu Caesars Büchern de Bello Gallico. Leipzig 1890. 2. Auflage, Leipzig 1907
- Klassisches Bilderbuch. Leipzig 1892
- Der letzte Feldzug des Barkiden Hasdrubal und die Schlacht am Metaurus. Berlin 1897. Nachdruck Nendeln 1975